# Chagonar
Chagonar (en russe : Шагонар ; en touvain : Шагаан-Арыг, Şagaan-Arıg) est une ville de la république de Touva, en Russie. Sa population s'élevait à 10 966 habitants en 2013.

## Géographie
Chagonar est située sur la rive gauche de l'Ienisseï, à 103 km — 108 km par la route — à l'ouest de Kyzyl.

## Histoire
Fondée en 1888, Chagonar a le statut de ville depuis 1945. Dans les années 1970, son emplacement initial est englouti par les eaux du réservoir de Saïano-Chouchensk après la construction du barrage du même nom : la ville est reconstruite à sept kilomètres à l'est.

## Population
Recensements (*) ou estimations de la population
| 1959* | 1970* | 1979* | 1989*  |
| ----- | ----- | ----- | ------ |
| 4 155 | 4 512 | 5 455 | 10 084 |

| 2002*  | 2010*  | 2012   | 2013   |
| ------ | ------ | ------ | ------ |
| 11 008 | 10 958 | 10 917 | 10 966 |